# Benthoctopus piscatorum
Benthoctopus piscatorum är en bläckfiskart som först beskrevs av Addison Emery Verrill 1879.  Benthoctopus piscatorum ingår i släktet Benthoctopus och familjen Octopodidae. Inga underarter finns listade i Catalogue of Life.

## Bildgalleri

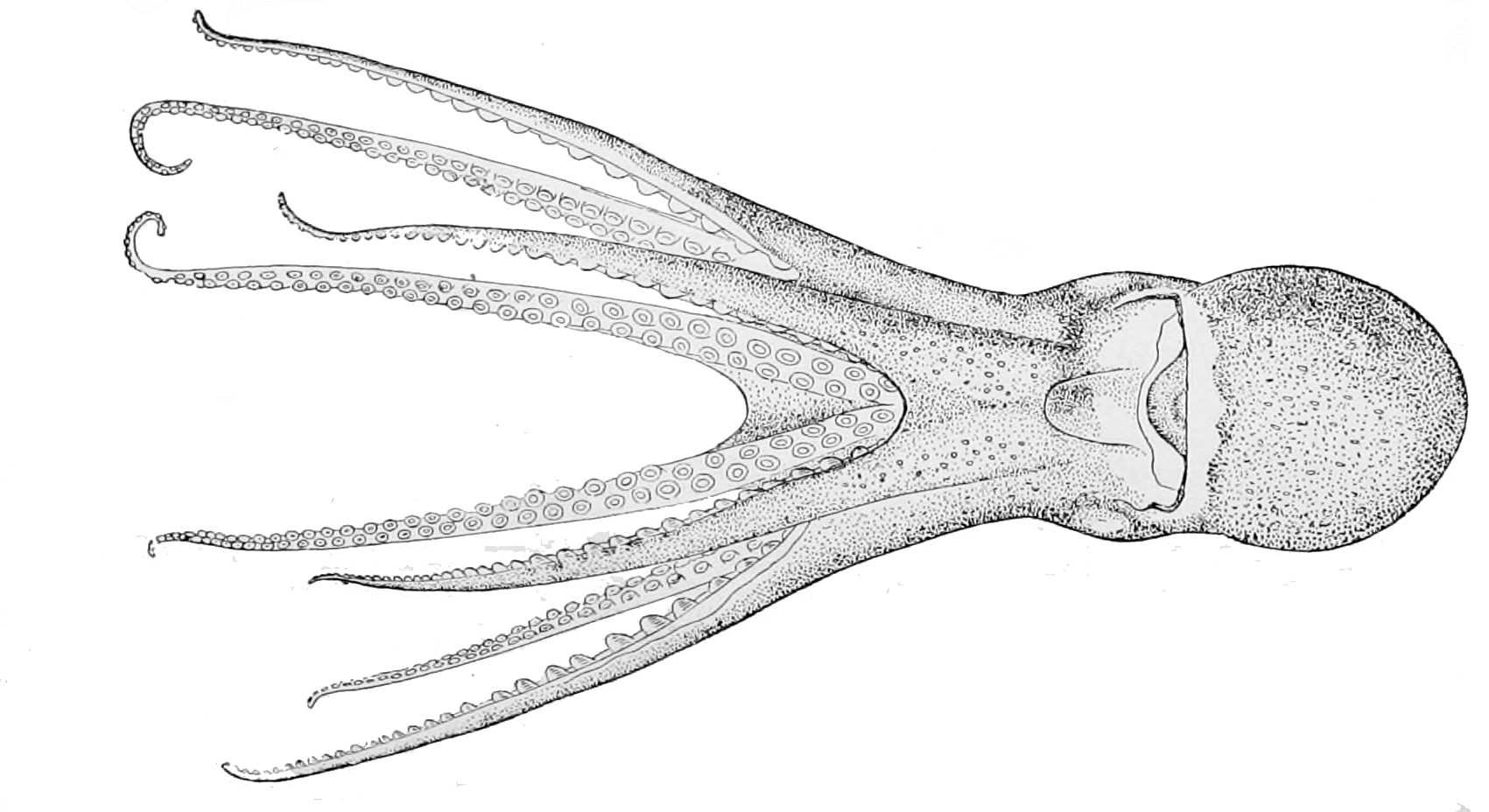
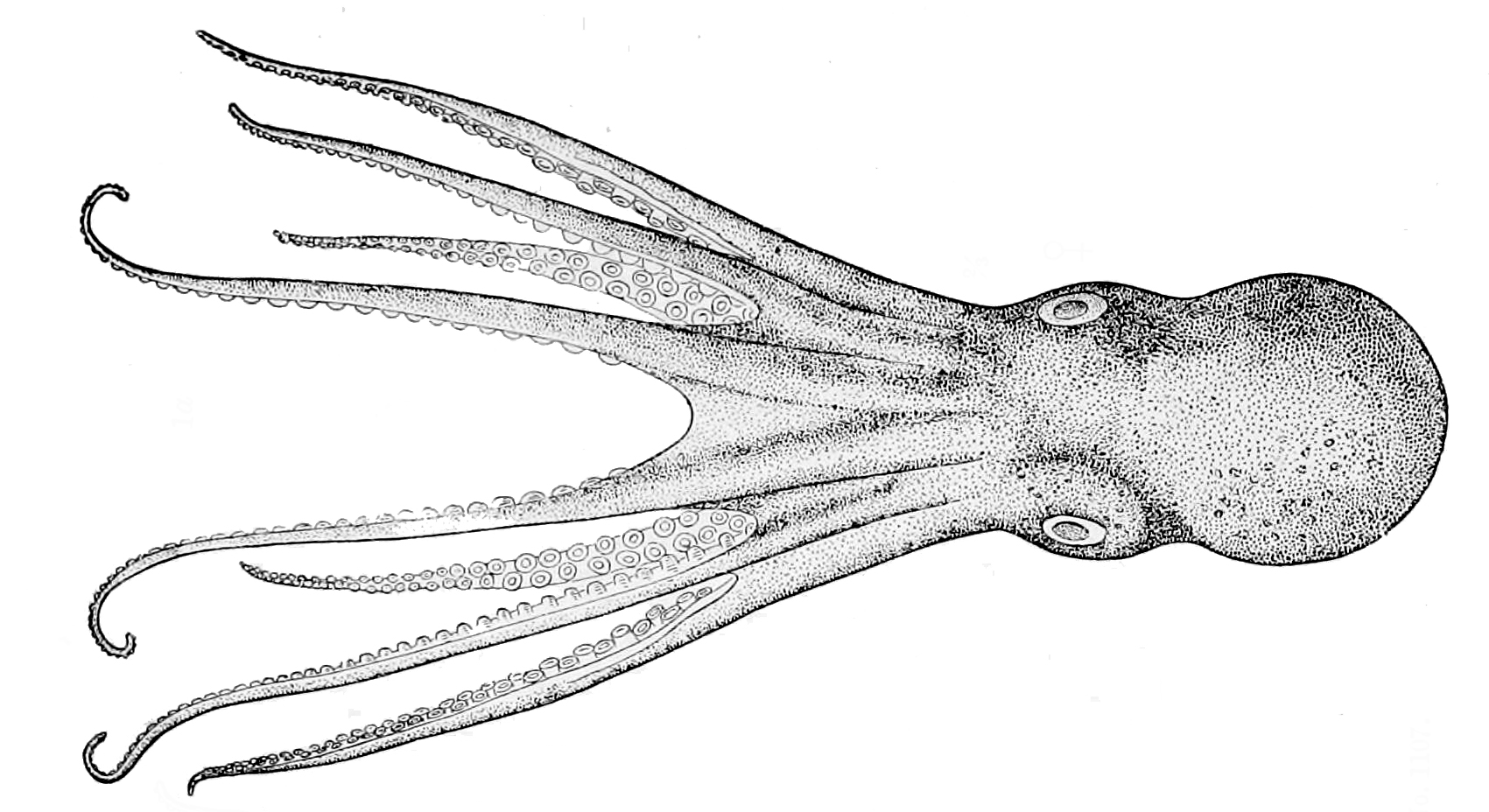